# Park Piastowski w Chojnowie
Park Piastowski – jeden z dwóch parków miejskich położonych w Chojnowie. Założenie parkowe powstało w 1885 roku z inicjatywy burmistrza Richarda Müllera, według projektu Eduarda Petzolda. Stanowi największy w mieście zadrzewiony teren rekreacyjny.
Właścicielem Parku Piastowskiego jest gmina miejska Chojnów. W imieniu burmistrza administracją parku zajmuje się Wydział Rozwoju Gospodarczego Urzędu Miejskiego w Chojnowie.

## Lokalizacja
Park Piastowski znajduje się w południowej części Chojnowa, na Wzgórzu Chmielowym. Jego granice wyznaczają:
- od północy – ulica Jana Kilińskiego,
- od zachodu – ulica Rzemieślnicza oraz zabudowania przy ulicy Jana III Sobieskiego,
- od południa – ulica Parkowa,
- od zachodu – zabudowania przy ulicy Jana Kilińskiego, Marii Skłodowskiej-Curie i Akacjowej.

## Charakterystyka
Charakterystycznym elementem parku jest mocno zróżnicowane ukształtowanie powierzchni. Główną osią komunikacyjną obszaru jest alejka łącząca ze sobą dwa najwyższe wzniesienia, która poprzez ścieżki schodzące w dół prostopadle lub trawersem, łączy się z prostymi ciągami spacerowymi, biegnącymi u podnóży. Park Piastowski jest zespołem urządzonej zieleni wysokiej, fragmentami zbliżonym do naturalnego lasu. Posiada zróżnicowany skład gatunkowy; jego drzewostan, którego wiek wynosi około 100 lat, składa się z: dębu, lipy drobnolistnej i szerokolistnej, kasztanowca pospolitego, klonu pospolitego, topoli czarnej, grabu pospolitego, sosny i buka. W podszycie występują krzewy bzu czarnego i śnieguliczki białej.

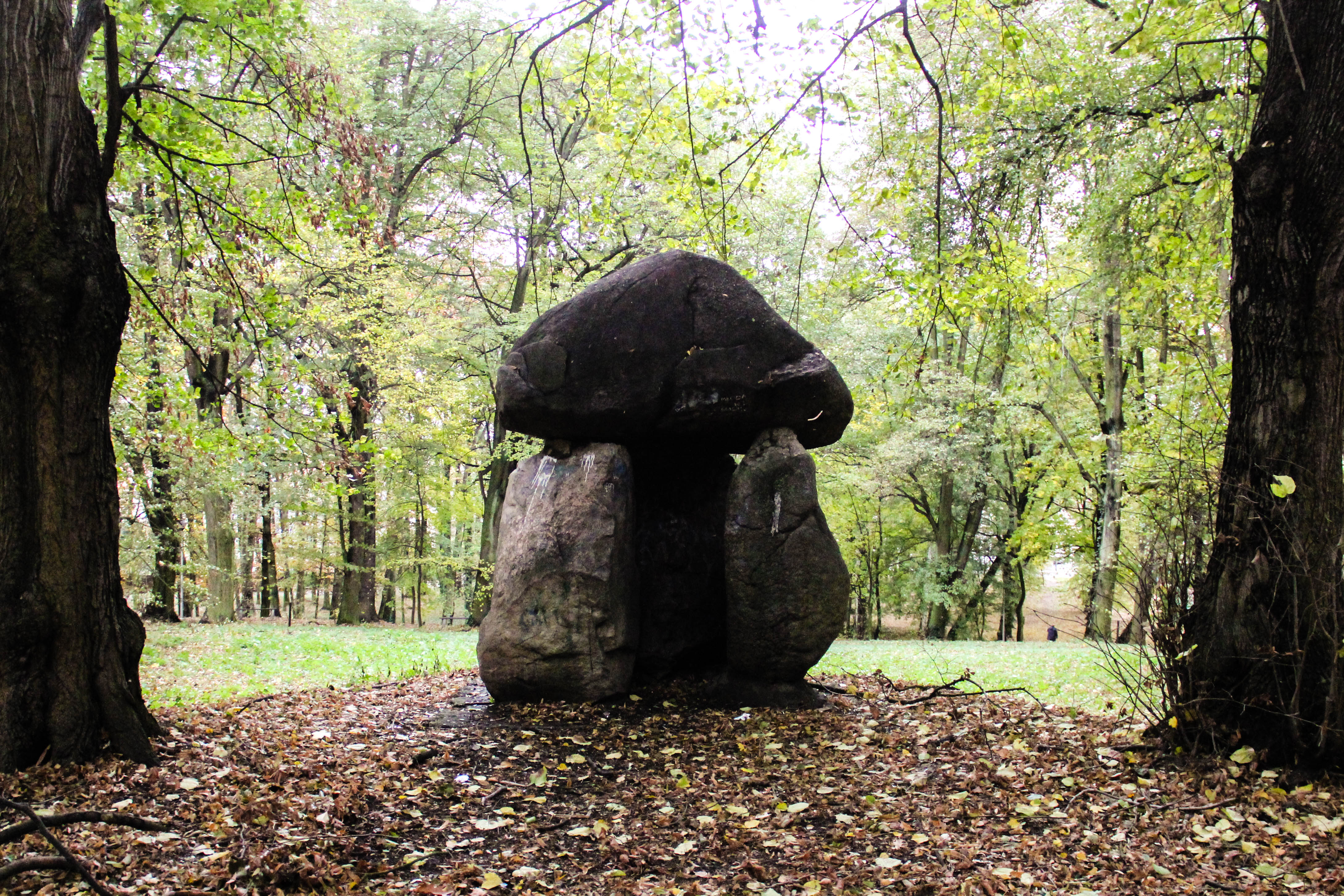
Pomnik Bohaterów (Heldendenkmal), potocznie nazywany kamiennym grzybkiem

Jedynym budynkiem stojącym na terenie Parku Piastowskiego jest zabytkowa wieża ciśnień, wybudowana w 1915 roku na szczycie jednego ze wzniesień. W zachodniej części parku znajduje się kamienny pomnik upamiętniający pochodzących z Chojnowa niemieckich żołnierzy poległych w trakcie I wojny światowej, natomiast na szczycie Wzgórza Chmielowego zachowały się pozostałości po nieistniejącym już budynku restauracji Hopfenberg-Gaststätte.
Park Piastowski, zgodnie z pierwotnym zamysłem, pełni funkcję rekreacyjną i sportową. Na zboczu jednego ze wzniesień zlokalizowany został naturalny tor saneczkowy, natomiast w północnym fragmencie parku znajduje się plac zabaw i polana z kompleksem wielofunkcyjnych boisk oraz siłowniami zewnętrznymi. Funkcję sportową pełnią także parkowe alejki, które z racji atrakcyjnego ukształtowania powierzchni goszczą zawody w biegach i kolarstwie górskim. Duży potencjał parku jest ograniczony ze względu na braki w infrastrukturze, która przez lata podlegała stopniowej dewastacji. Renowacja parku została przewidziana w Lokalnym Programie Rewitalizacji Miasta Chojnowa na lata 2016–2023 i ma obejmować m.in.: budowę ciągów pieszych, budowę nowego i remont istniejącego oświetlenia parkowego, stworzenie tzw. ścieżki zdrowia, montaż nowych elementów małej architektury, wymiana placu zabaw, pielęgnację istniejącej zieleni oraz wprowadzenie nowych nasadzeń.

## Historia

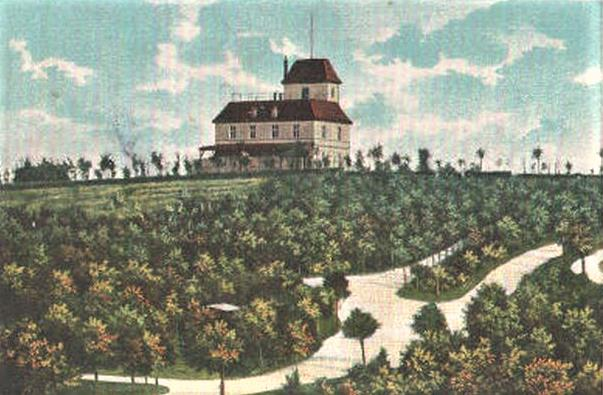
Wzgórze Chmielowe z restauracją Hopfenberg – Gaststätte na pocztówce z początku XX wieku

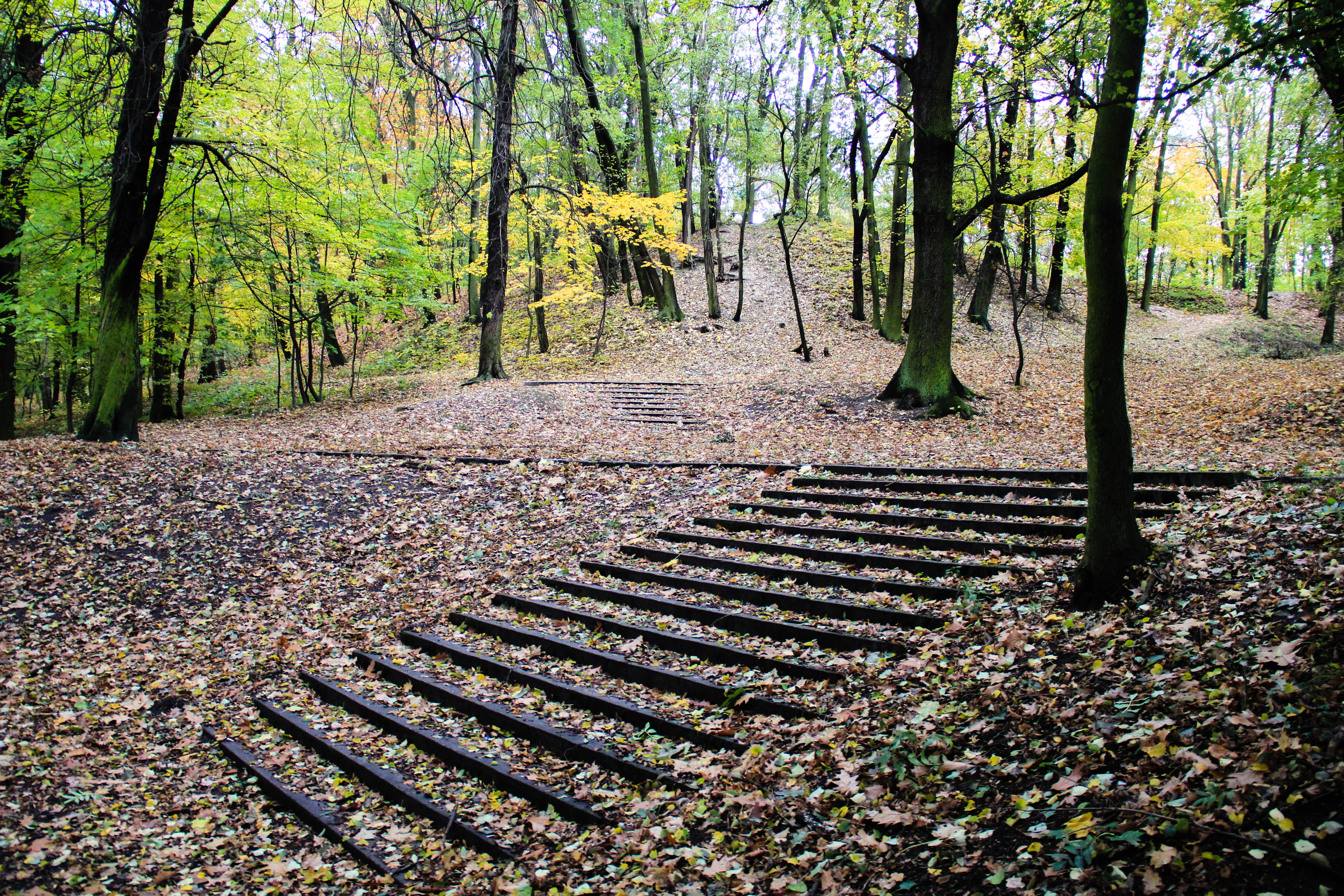
Wzgórze Chmielowe współcześnie

Historia parku sięga drugiej połowy XIX wieku, kiedy to w Chojnowie nastąpiło splantowanie przestarzałych obwarowań miejskich i tym samym rozpoczął się proces rozwoju miasta poza granice wyznaczone dawnymi fortyfikacjami. Sam park powstał z inicjatywy urzędującego w latach 1886–1908 burmistrza Richarda Müllera, za czasów którego miasto wykupiło znajdujące się na południe od centrum Wzgórze Chmielowe. W tym samym okresie na terenach nad Skorą, między starym miastem a Wzgórzem Chmielowym, rozpoczęła się budowa nowej dzielnicy willowej. Zaprojektowanie założenia parkowego powierzono Eduardowi Petzoldowi – jednemu ze słynniejszych niemieckich architektów krajobrazu, autorowi licznych założeń parkowych i ogrodowych, znanemu m.in. dzięki pracy nad Parkiem Mużakowskim nad Nysą Łużycką. Nowy chojnowski park został wyposażony w gęstą sieć ścieżek spacerowych, miejscami obsadzonych dębami i lipami, tworzącymi aleje.
Na szczycie zachodniego wzgórza w 1892 roku wybudowano nieistniejącą już restaurację Hopfenberg-Gaststätte, natomiast na szczycie wzgórza wschodniego zdecydowano o budowie wieży ciśnień, która w 1920 roku została przebudowana i podwyższona. Park został przekształcony na początku XX wieku, kiedy to starodrzew liściasto-iglasty porastający wzgórza wzbogacono dosadzając drzewa młodsze, zgrupowane przeważnie wokół wieży ciśnień, terenów zabawowych oraz wzdłuż niektórych dróg. Znaczną część parku zdecydowano się przeznaczyć pod funkcję rekreacyjną, którą spełnia m.in. tor saneczkowy oraz znajdująca się po północnej stronie polana, pełniąca dawniej w okresie zimowym funkcję lodowiska. Po zakończeniu Wielkiej Wojny zachodnia część parku została przemianowana na Gaj Bohaterów (Heldenhain). W centralnej części tego miejsca został postawiony wzorowany na megalitycznych grobowcach kamienny pomnik, upamiętniający pochodzących z Chojnowa niemieckich żołnierzy poległych na frontach wojny. Pomnik ze względu na swój charakterystyczny kształt nazywany jest potocznie kamiennym grzybkiem.
Po II wojnie światowej i włączeniu Chojnowa w granice Polski, nazwa parku w ramach repolonizacji została zmieniona na Park Piastowski. Pomimo martyrologicznego charakteru zdecydowano się zachować położony pod Wzgórzem Chmielowym pomnik upamiętniający niemieckich żołnierzy, który do dzisiaj jest jedną z atrakcji miasta. Samo założenie parkowe przez lata podlegało stopniowej degradacji i dewastacji. W 2008 roku teren rekreacyjny parku został wzbogacony o kompleks sportowy, wybudowany w ramach programu rządowo-samorządowego Orlik 2012; W 2015 roku przy boiskach powstał Street Workout Park, składający się z urządzeń do ćwiczeń siłowych.

## Obiekty na terenie Parku Piastowskiego

### Wieża ciśnień

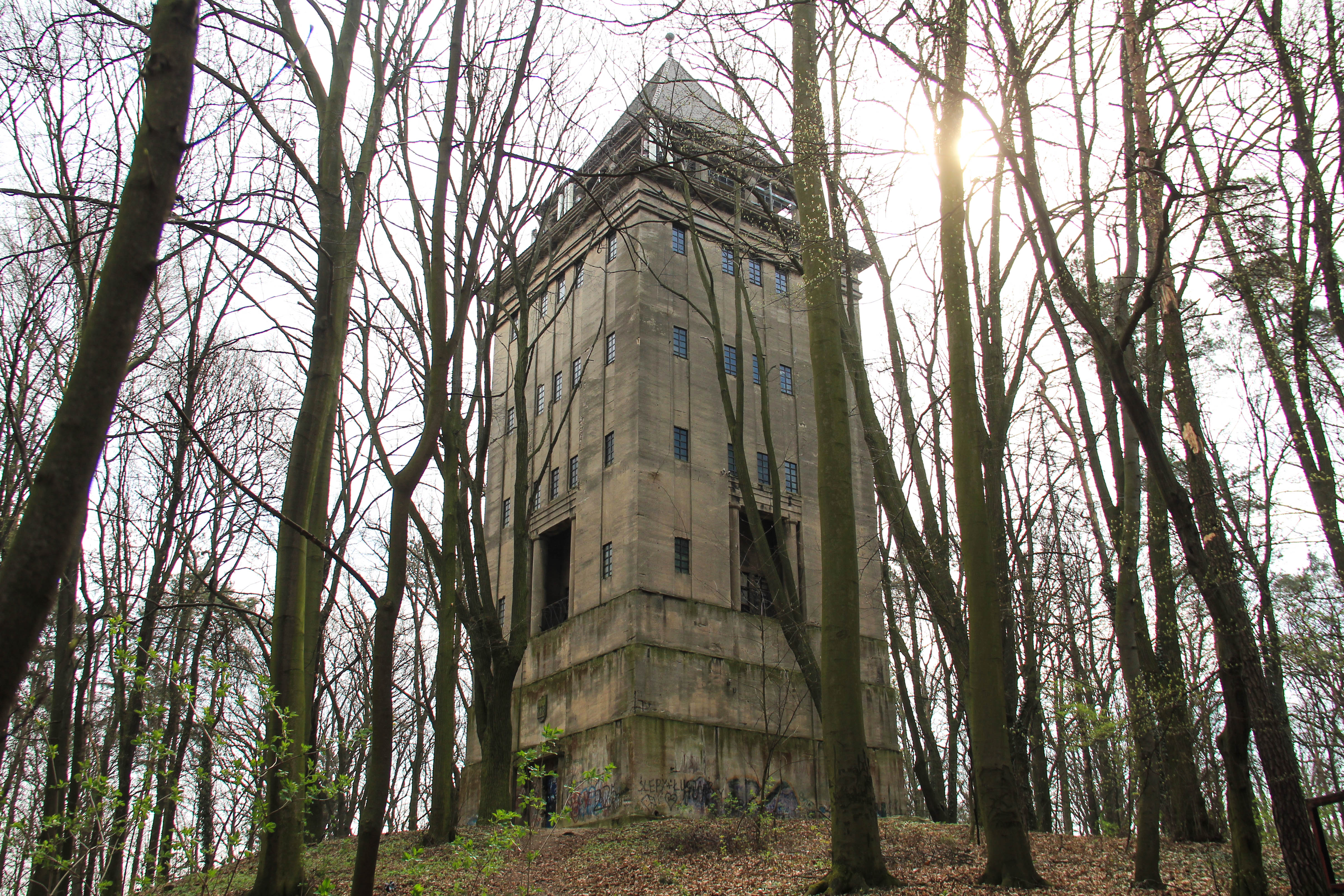
Wieża Ciśnień

Monumentalny obiekt wybudowany na planie czworoboku, łączący cechy modernistyczne i klasycystyczne, wzniesiony w 1915 roku na szczycie znajdującym się we wschodniej części parku. Podstawowym celem wieży jest zapewnienie stabilnego ciśnienia w wodociągu, pokrywając chwilowy wzrost zapotrzebowania na wodę. Na szczycie obiektu znajduje się zbiornik na wodę.
Wieża ciśnień była pierwszą budowlą w Chojnowie, do wzniesienia której użyto nowoczesnej wówczas technologii żelbetowej. Obiekt z racji położenia w najwyższym punkcie miasta od początku pełnił także funkcję turystyczną, stanowiąc punkt widokowy. Nad wejściem do wieży umieszczona została płaskorzeźba przedstawiająca herb Chojnowa.
Obecnie obiekt jest niedostępny dla turystów. W ciągu swojej historii kilkukrotnie był areną zmagań zawodów ratownictwa wysokościowego, w tym mistrzostw Państwowych Straży Pożarnych województwa dolnośląskiego.